# Христо Кидиков
Христо Кидиков е български поппевец, композитор и писател.

## Биография
Христо Кидиков е роден на 16 октомври 1946 г. в Пловдив. В семейството баща му е свирил на китара и мандолина, въпреки че е ветеринарен лекар. От баща си Кидиков изпитва любов към старите градски песни. Именно баща му е първият му учител по китара. След това Христо Кидиков започва да свири на цигулка в продължение на четири години – от трети до седми клас. От седми клас пее във вокална група.
Решава да се занимава с музика и през 1963 г. влиза в Музикалното училище в Пловдив, което завършва през 1967 г. Бил е в един клас с Митко Щерев и Мими Иванова. Изкарва казармата в Сливен, където две години пее в оркестър към Трета армия и получава различни награди за военна песен. През 1969 г. кандидатства в Естрадния отдел на Българската държавна консерватория и е приет в класа на Ирина Чмихова. От този клас излизат Маргарита Хранова, Михаил Йончев и Мустафа Чаушев.
От 1971 г. се занимава професионално с музика като певец.
От 1972 до 1980 г. Кидиков работи с оркестър „София“ и заедно с Доника Венкова са негови солисти. Единственият записан дует на Кидиков с Доника Венкова е песента „Твой съм аз“ от 1974 г. От времето на тези години е популярният пловдивски израз „Майна, цъкни вефа да чуем Кидика как се дере“. През 1975 г. записва първата си дългосвиреща плоча (ВТА 1638). До 1984 г. работи в ГДР. От 1983 г. работи в Естрадния отдел на армията като солист на група „Сребърни звезди“, където пее до 1991 г. Оттогава е на свободна практика.
Участвал е в конкурса „Интерталант“ в Чехия (специалната награда на журито), Х световен фестивал на младежта и студентите в Берлин – 1973 г., „Шлагерфестивал“, Дрезден – 1978 г. (специалната награда на Комитета за култура и изкуство), и фестивала „Гала 81“ в Хавана (трета награда). Някои от песните, които изпълнява на конкурси и фестивали в България, печелят награди: „Хоро“ (м. Тончо Русев) – специална награда на фестивала „Златният Орфей“ – 1975 г., „Младост“ (м. Христо Николов) и „Пролет '75“ (м. Тончо Русев) – първа награда на радиоконкурса „Пролет“ съответно през 1974 и 1975 г. През 1981 г. му е присъдена трета награда на фестивал в Куба, а през 1996 г. – и награда за цялостно творчество на същия фестивал. Песента от репертоара му „Македонка“ е обявена за „Мелодия на годината“ на 1994 г. През 1997 г. печели първа награда на фестивала „Песен за Варна“. От 1972 г. до днес съществява концертни турнета и изяви в Русия, Куба, Полша, Германия, Чехия, Унгария, Сърбия, Алжир и др. Има записани още дуети – със Стефка Оникян на песента „Море“ (1985) и „Далечно танго“ с Диди Господинова (1986).
През 1996 г. продуцира и записва юбилейния си албум „Василена“, в който освен едноимения хит, записва хитовете „Циганко, не тръгвай“, „За наше здраве“, както и юбилейната „На 50 години“. Специален гост в албума е Ася, водеща на някогашното предаване „Невада“, с която в дует записва песента „Семеен портрет“. Всички песни са по текстове на Живко Колев, като той е и беквокал в песните. Записите са реализирани в студиата „Контрапункти“ и „Спешен случай“, а издателите от „Арпи саунд“ честитят на Христо Кидиков неговия двоен юбилей: 25 години творческа дейност и 50 години житейски път. През същата година „RAINBOW“ издава и първата компилация на Христо Кидиков – „The Best“ – за пръв път е издаден негов албум на компактдиск. Албумът включва както емблематични песни от репертоара на Кидиков като „Хей, живот, здравей, здравей!“, „Приказка“, „Парк“ и „Хоро“ – всички в оригиналния си аранжимент на Тончо Русев, така и някои по-нови хитове като „Македонка“ и „Сузана“, както и китка стари шлагери. В компилацията има и нови песни, неиздавани преди това. Включени са пет дуета с Иво Танев, като два от тях са световните хитове „My way“ и „O sole mio“. Някои от песните са по музика и текст на Иво Танев
В края на 2005 г. заедно с Маргарита Хранова участва в музикално-сценичния спектакъл на Найден Андреев „С цвят на изтрито червило“, където играе ролята на циганин. В края на 2006 г. Христо Кидиков отбелязва подобаващо своята 60-годишнина с концерт във Военния клуб в София.
През май 2007 г. издава своята биографична книга по името на най-големия си хит „Хей, живот, здравей, здравей“.
Женен е, има трима синове. Най-големият му син Николай Кидиков е композитор. На 11 ноември 2011 г. сключва брак за трети път. 
През 2011 г. пише втората си книга „Цъкни Вефа“ с приложен диск към нея. През същата година на музикалния пазар излиза компилацията му „Златните хитове“, включваща 22 най-хубави песни от репертоара на певеца.  
През 2012 г. певецът празнува юбилейния си концерт „40 години на сцена“, отбелязан със серия концерти из страната, започнали от София. На концертите вземат участие Маргарита Хранова, Доника Венкова и други.
През 2016 г. Кидиков пише книгата си „Живот и песен“ с приложен диск към нея на последния си албум „Михаела“ и изнася серия концерти из страната по случай двойния си юбилей: 45 години на сцена и 70-и житейски юбилей през септември и октомври същата година, на които вземат участие поканени от Кидиков български поппевци. На 13 септември същата година, на юбилейния си концерт в Античния театър, Христо Кидиков официално представя албума си „Михаела“, съдържащ 13 песни, и е удостоен със званието „Почетен гражданин на град Пловдив“, с решение на Общински съвет – Пловдив от юни същата година заради „Изключителния принос на Христо Кидиков в развитието на музикалния живот в Пловдив и във връзка с навършването на 70 години от рождението му и 45-годишна творческа дейност“. Връчено му е отличие – знак с герба на града, придружен със символна лента с цветовете на знамето на Пловдив. На сцената заедно с Кидиков пеят редица български певци, като Йорданка Христова му подарява лавров венец. През същата 2016 г. на музикалния фестивал „София 2016“ Христо Кидиков и Маргарита Хранова изпълняват дуетната си песен „Различен свят“, която печели първа награда.
Известни песни от репертоара на Христо Кидиков са „Твоят мъжки път“ („Хей, живот, здравей, здравей“), „Хоро“, „Твой съм аз“ (дует с Доника Венкова), „Приказка“, „Парк“, „Пролет '75“, „Среднощни вълнения“, „Щедро време“, „Сандокан“, „Сузана“, „Македонка“, „Василена“, „Момиче в дъжда“, „Младост“, „Срещи“, „Приказка за наше село“, „Чародейци на земята“, „Всеки миг е лято“, „Моряшки род“, „Истински приятел“, „Старшината на ротата“, „Идвайте си“, „Мъжки сълзи“, „Циганко, не тръгвай“, „За едната чест“, „Живот и песен“, „Назад в годините“, „Михаела“ и др. В репертоара си певецът често включва една или китка от няколко стари градски песни. От 70-те години експериментира в българския фолклор, като изпълнява и авторски песни на фолклорна основа в популярната музика: „Хоро“ (1974), „Чула баба, разбрала“ (1975), „Задявка“ (1977), „Македонка“ (1994), „Назад в годините“ (1998), „Катерино моме“ (2007), много потпури от стари шлагери.

## Дискография

### Малки плочи
- 1973 – „Христо Кидиков“
(SP, Балкантон – ВТК 3034)
- 1973 – „Христо Кидиков“
(EP, Балкантон – ВТМ 3413)
- 1974 – „Христо Кидиков“
(SP, Балкантон – ВТК 3124)
- 1974 – „Песен за Лом“
(SP, Балкантон – ВТК 3150)
- 1975 – „Девойките на България“/ „За тебе, мамо“
(SP, Балкантон – ВТК 3255)
- 1975 – „Христо Кидиков“
(SP, Балкантон – ВТК 3112)
- 1975 – „Христо Кидиков“
(SP, Балкантон – ВТК 3172)
- 1975 – „Христо Кидиков“
(SP, Балкантон – ВТК 3200)
- 1975 – „Христо Кидиков“
(SP, Балкантон – ВТК 3231)
- 1975 – „Христо Кидиков“
(SP, Балкантон – ВТК 3323)
- 1976 – „Христо Кидиков“
(SP, Балкантон – ВТК 3260)
- 1976 – „Песни за Пловдив“
(SP, Балкантон – ВТК 3270)
- 1978 – „Христо Кидиков“
(SP, Балкантон – ВТК 3450)
- 1978 – „15 години МК–Кремиковци“
(SP, Балкантон – ВТК 3466)
- 1979 – „Поёт Христо Кидиков“, издадена в СССР
(SP, Мелодия – С62–13044)
- 1980 – „Песен за Етъра“
(SP, Балкантон – ВТК 3526)
- 1985 – „Христо Кидиков“
(SP, Балкантон – ВТК 3826)
- 1988 – „Христо Кидиков“
(SP, Балкантон – ВТК 3903)
- 1989 – „Песни за Орешак“
(SP, Балкантон – ВТК 3942)

### Студийни албуми
- 1975 – „Христо Кидиков“
(LP, Балкантон – ВТА 1638)
- 1977 – „Христо Кидиков“
(LP, Балкантон – ВТА 2089)
- 1981 – „От танц в танц“
(LP, Балкантон – ВТА 10704)
- 1989 – „Христо Кидиков“
(LP, Балкантон – ВТА 12455)
- 1995 – „Македонка“
(MC, Vega-M, Национален музикален център)
- 1996 – „Василена“
(MC, ARPY SOUND – AS001)
- 1998 – „Назад в годините“
(MC, СМР – А002496)
- 2007 – „Живот и песен“
(CD, Ню медиа груп)
- 2011 – „Цъкни Вефа“
(CD, Христо Кидиков)
- 2016 – „Михаела“
(CD, Христо Кидиков)
- 2021 – „Живот в няколко думи“
(CD, Христо Кидиков)

### Компилации
- 1996 – „The Best“
(CD, RAINBOW)
- 2004 – „Най-доброто от Христо Кидиков – vol. 1“
(CD, CMP)
- 2004 – „Най-доброто от Христо Кидиков – vol. 2“
(CD, CMP)
- 2007 – „Хей, живот, здравей, здравей!“
(CD, Ню медиа груп)
- 2011 – „Златните хитове“
(CD, BG Music Company)

### Други песни
- 1972 – „Двамата“ – м. М. Аладжем, т. Д. Ценов, съпр. орк. „Балкантон“, дир. М. Аладжем – от плочата „Коктейл Балкантон“
- 1972 – „Срещи“ – м. Я. Миладинов, т. Андрей Германов, съпр. ЕОКТР, дир. А. Заберски – „Мелодия на годината“ – ноември
- 1973 – „Приказка“ – м. и ар. Т. Русев, т. Д. Дамянов, съпр. орк. „София“, дир. Д. Симеонов – от фестивала „Златният Орфей“
- 1973 – „Не беше приказка“ – м. и ар. А. Заберски, т. Ор. Орлинов, съпр. ЕОКТР, дир. А. Заберски – от фестивала „Златният Орфей“
- 1973 – „Не си отивай“ – б. т. Д. Стойчев, ар. Д. Симеонов, съпр. орк. „София“, дир. Д. Симеонов – от плочата „Оркестър София и неговите солисти“
- 1973 – „Първа любов“ – м. и ар. Я. Миладинов, т. Илия Буржев, съпр. ЕОКТР, дир. В. Казасян – „Мелодия на годината“ – ноември
- 1974 – „Младост“, първо място на Пролетния радиоконкурс – м. Х. Николов, т. Д. Дамянов, ар. Ал. Бръзицов, съпр. ЕОКТР, дир. В. Казасян – от плочите „Хоризонт 4“ и „Златният Орфей '75“ (Балкантон – ВТА 1707, ВТА 1817)
- 1974 – „Брой до три“ – б. т. М. Спасов, ар. Радул Начков, съпр. вок. гр. и орк. „София“, дир. Д. Симеонов – от малка плоча със забавна музика
- 1974 – „Дай ръка“ – м. и ар. Св. Русинов, т. Ал. Михайлов, съпр. „Студио В“ и ЕОКТР, дир. В. Казасян – от плочата „Хоризонт 1“
- 1974 – „Нашият първи валс“ – м. Г. Ганев, т. Й. Янков, ар. К. Драгнев, съпр. орк. „София“, дир. Д. Симеонов – от малка плоча със забавна музика
- 1974 – „Дюлгери“ – м. и ар. Т. Русев, т. Д. Дамянов, съпр. орк. „Балкантон“, дир. Недко Трошанов – от плочата „За вас, строители“
- 1974 – „Ново пристанище“ – м. и ар. А. Заберски, т. Кольо Севов, съпр. ЕО, дир. А. Заберски – от плочата „За вас, строители“
- 1974 – „Предсмъртна песен“ – м. Ал. Йосифов, т. Павел Матев, ар. К. Драгнев, съпр. ЕОКТР, дир. К. Драгнев – от плочата „Песни за дружбата и родината“
- 1975 – „Габрово, добър ден“ – м. Й. Чубриков, т. Р. Бумов, ар. П. Попов, съпр. орк. „София“, дир. Д. Симеонов – от Националния фестивал на хумора – Габрово
- 1975 – „Крила“ – м. и ар. Св. Русинов, т. Ор. Орлинов, съпр. орк. „София“, дир. Д. Симеонов – от Националния фестивал на хумора – Габрово
- 1975 – „Сватба“ – м. Й. Чубриков, т. Н. Пазвантова, ар. Д. Симеонов, съпр. орк. „София“, дир. Д. Симеонов – от Националния фестивал на хумора – Габрово
- 1975 – „Едно момиче под небето“ – м. и ар. Я. Миладинов, т. Петър Кицов, съпр. ЕОКТР, дир. Я. Миладинов – от „Музикален албум Младост '75“
- 1975 – „Завинаги с мен“ – м. З. Георгиев, т. Д. Светлин, ар. Томи Димчев, съпр. ЕОКТР, дир. В. Казасян – от плочата „Радиостанция Младост гостува на Хоризонт“
- 1975 – „Пролетна вселена“ – м. Д. Симеонов, т. М. Спасов, ар. Р. Начков, съпр. орк. „София“, дир. Д. Симеонов – от плочата „Радиостанция Младост гостува на Хоризонт“
- 1975 – „Май“ – м. Т. Русев, т. Д. Дамянов, ар. Д. Бояджиев, съпр. ЕО, дир. Д. Бояджиев – от Първия фестивал на политическата песен „Ален мак“
- 1975 – „Моя любов Жулиета“ – м. П. Ступел, т. Кр. Станишев, ар. Томи Димчев, съпр. ЕОКТР, дир. В. Казасян – от малка плоча „БТ 3 от 8 – януари“
- 1975 – „Остани мечта“ – м. и ар. Иван Кутиков, т. Д. Дамянов, съпр. ЕОКТР, дир. В. Казасян – от плочата „Хоризонт – януари, февруари, март“
- 1975 – „Пролет '75“, първо място на Пролетния радиоконкурс – м. и ар. Т. Русев, т. Д. Дамянов, съпр. ЕО, дир. Т. Русев – първа награда на Пролетния радиоконкурс
- 1976 – „Море и тайни“ – м. и ар. Св. Русинов, т. М. Башева, съпр. ЕОКТР, дир. В. Казасян – от плочата „Избрани песни '76“
- 1977 – „Габрово се смее“ – м. Р. Радева, т. В. Терзиева, ар. Петър Попов, съпр. ЕОКТР, дир. В. Казасян – от Националния фестивал на хумора – Габрово
- 1977 – „Моряшка песен“ – м. и ар. Д. Пенев, т. С. Чернишев, съпр. ЕСО Бургас, дир. Д. Пенев – от конкурса „Песни за Бургас, морето и неговите трудови хора“
- 1977 – „Старинният часовник“ – м. Й. Чубриков, т. С. Савов, ар. М. Ваклинов, съпр. ЕОБР, дир. В. Казасян – от плочата „Песни за Трявна“
- 1979 – „Белият гълъб“ – м. Д. Бейкър, т. М. Спасов, съпр. орк. „София“ – от плочата на орк. „София“ „Кунг-фу“
- 1979 – „Последното танго“ – испанска народна песен, б. т. Димитър Ценов, обр. Р. Начков – от плочата на орк. „София“ „Кунг-фу“
- 1979 – „Признание“ – м. и ар. Т. Русев, т. Д. Дамянов, съпр. ЕО, дир. Д. Симеонов – от плочата „Хоризонт“
- 1981 – „Спи, моя малка синьорита“ – м. и т. Й. Цанков, ар. Дечо Таралежков, съпр. ЕО на БР, дир. В. Казасян – от плочата „70 години Йосиф Цанков“
- 1983 – „Земя“ – м. Т. Русев, т. Вл. Голев, ар. Д. Гетов – от плочата „Песни за белия град“
- 1983 – „Самотност“ – м. и ар. А. Заберски, т. Д. Дамянов, съпр. орк., дир. А. Заберски – от плочата на Ангел Заберски „Избрани песни 2“
- 1983 – „Тайна“ – м. Хр. Ковачев, т. Ев. Евтимов, ар. Ив. Кутиков, съпр. „Феротон“ – от плочата „Кремиковски искри 2 – 20 години СМК „Л. И. Брежнев““
- 1984 – „Рибарска елегия“ – м. Й. Чубриков, т. Г  Христов, ар. К. Драгнев – от плочата „Весели ловно-рибарски песни и хумор“
- 1985 – „Бъди щастлива, Оля“ – м. и ар. Мишо Ваклинов, т. И. Игнатов – от плочата „Интерхотели '85“
- 1985 – „Кремиковски звезди“ – м. Г. Тимев, т. Г. Евдокиев, ар. Ал. Александров, съпр. „Феротон“, дир. Ал. Александров – от плочата „Кремиковски искри 3“
- 1985 – „Завръщане“ – м. Й. Чубриков, т. В. Николаев, ар. Д. Бояджиев – от плочата „Песни за Каварна“
- 1985 – „Каварна“ – м. и ар. Д. Бояджиев, т. Д. Драгнев – от плочата „Песни за Каварна“
- 1985 – „Море“, дует със Стефка Оникян – м. Й. Чубриков, т. Е. Йорданова, ар. Д. Бояджиев – от плочата „Песни за Каварна“
- 1985 – „Моряшки род“ – м. Т. Русев, т. Ваньо Вълчев – от диска „Любими български хитове по музика на Тончо Русев и текст на Ваньо Вълчев“, 2009 г.
- 1986 – „Песен за героя“ – м. и ар. Т. Филков, т. Ив. Тасев – от плочата „Песни за южния град 2“
- 1986 – „Цветове“ – м. Й. Чубриков, т. Хр. Минчев, ар. П. Попов, съпр. ЕОКТР, дир. В. Казасян – от плочата „Песни за Павликени“
- 1986 – „Далечно танго“, дует с Диди Господинова – м. Й. Чубриков, т. В. Николаев, ар. Д. Бояджиев, съпр. ЕОКТР, дир. В. Казасян – от плочата „Песни за Балчик“
- 1987 – „Обич нежна“ – м. и ар. Т. Филков, т. Ив. Тенев – от плочата „25 години Сребърни звезди“
- 1987 – „Обричане“ – м. Я. Миладинов, т. К. Станишев, ар. Д. Гетов – от плочата „25 години Сребърни звезди“
- 1987 – „Светлина“ – м. Т. Русев, т. Д. Ценов, ар. Д. Гетов – от плочата „25 години Сребърни звезди“
- 1987 – „Снимка“ – м. В. Казасян, т. Ив. Стефанов, ар. Д. Гетов – от плочата „25 години Сребърни звезди“
- 1987 – „Тутракан мой любими“ – м. Й. Чубриков, т. Др. Драгнев, ар. Д. Бояджиев – от плочата „Песни за Тутракан и дружбата“
- 1989 – „Попътна песен“ – м. Й. Чубриков, т. Р. Ботева, ар. И. Илиев – от плочата „50 години Обувно производство – Габрово“
- 1989 – „Сватба в Омуртаг“ – м. и ар. Й. Чубриков, т. Е. Йорданова – от плочата „Песни за Омуртаг от Йордан Чубриков“
- 1996 – „Морето плаче“ – м. и ар. Ас. Драгнев, т. Ж. Колев – от албума „Поп топ 2“
- 2010 – „Градът на тепетата“ – м. и ар. Ас. Драгнев, т. Ж. Колев – от конкурса „Химн за Пловдив“
- 2010 – „Песен за Пловдив“, с Краси и Гери и детска вокална група „Омайниче“ – м. и ар. Кр. Кацаров и В. Костов, т. Ив. Вълев – от конкурса „Химн за Пловдив“
- 2011 – „Аз и ти край морето“, дует с Маргарита Хранова в албума ѝ „Устрем“ – м. и ар. К. Драндийски, т. Г. Мавров
- 2018 – „Различен свят“, дует с Маргарита Хранова в албума ѝ „45 години на сцена – златни хитове“ – м. и ар. Камен Николов, т. Георги Василев
- 2024 – „Завръщане в Поморие“ – м. и ар. Камен Николов, т. Георги Василев

## Тв мюзикъл
- „Козя пътека“ (1972) (Йордан Радичков), мюзикъл